# Escândalo dos cartões corporativos

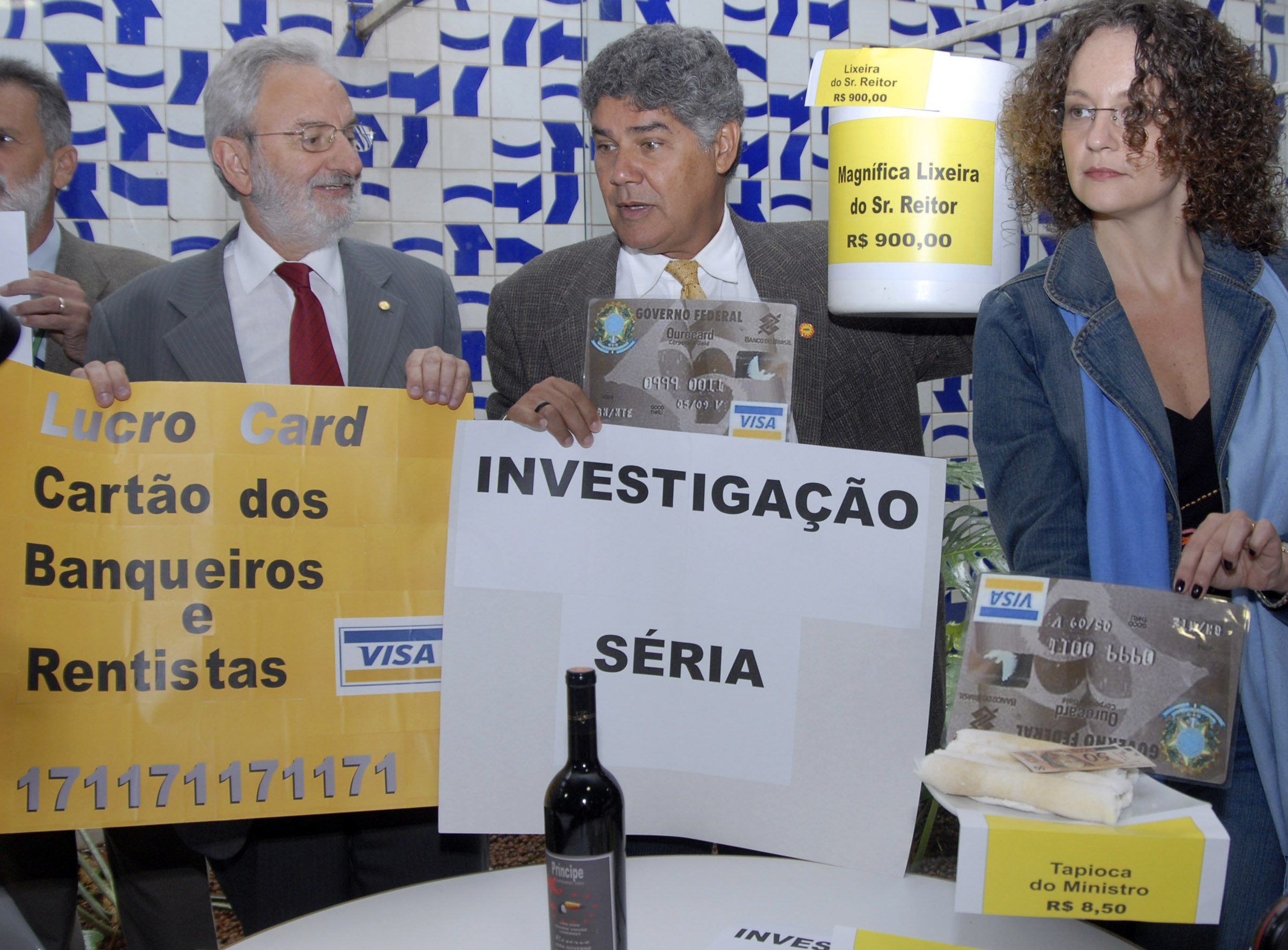
Deputados do PSOL pedem investigação séria. Da esquerda para a direita Ivan Valente, Chico Alencar e Luciana Genro. Foto: Agência Brasil.

O escândalo dos cartões corporativos é uma crise política no governo do Brasil iniciada em 2008 após denúncias sobre gastos irregulares no uso de cartões corporativos. Os cartões foram instituídos em 2001 mas só entraram em funcionamento no ano seguinte para uma maior transparência e rapidez em gastos emergenciais. O problema do cartões corporativos é estrutural, pois o sistema que deveria ser usado para despesas pequenas e urgentes vem sendo usando para dispensar licitações e dar mimos aos governistas. Dos 150 cartões corporativos, o Portal da Transparência, site oficial do Governo Federal, só divulgou os dados de 68 cartões.

## Denúncias
As primeiras denúncias levaram à demissão da Ministra da Promoção da Igualdade Racial, Matilde Ribeiro, do PT, que foi a pessoa que mais realizou gastos com o cartão em 2007. Mesmo com a demissão de Matilde Ribeiro do governo, o PT decidiu não punir sua filiada pelo uso indevido dos cartões corporativos. Orlando Silva, Ministro dos Esportes, optou por devolver aos cofres públicos mais de 30 mil reais e desta forma pôde permanecer no cargo.
A denúncia que pode originar um pedido de abertura de CPI por parte da oposição é a utilização de um cartão corporativo pela filha do presidente Lula, Lurian Cordeiro Lula da Silva que gastou R$ 55 mil entre abril e dezembro de 2007.
O Estadão publicou um organograma entre janeiro e maio de 2008, apresentando os eventos:
1. A reportagem em 13 de janeiro de 2008;
2. Investigação pelo Ministério PublicoFederal do DF em 24 de janeiro;
3. Governo sabatina Matilde Ribeiro;
4. Demissão de Matilde em 1° de feveriro;
5. Novas denúncias: 55 mil gastos pelo segurança da filha de Lula e inicia-se recolhimento para assinatura promovendo uma CPI;
6. Polícia Federal abre inquérito;
7. Erenice é apontada, em 20 de maio, pelo assessor de Alvaro Dias, como tendo levantado os dados;
8. Ministério Público Federal no Distrito Federal propõe uma ação de improbidade administrativa, dois meses depois do encerramento da CPI dos Cartões, o contra a ex-ministra da Secretaria Especial de Políticas de Promoção da Igualdade Racial Matilde Ribeiro por uso indevido do cartão corporativo;
9. Reportagem do jornal Folha de S. Paulo afirma que arquivo com dossiê contra FHC teria saído pronto do Palácio do Planalto;
10. Nova CPI instalada para para insvestigar os cartões corporativos e vazamento do Dossiê pela Casa Civil, por isto seus computadores são apreendidos pela Polícia Federal;
11. José Aparecido Nunes Pires, secretário de controle interno da Casa Civil, é apontado pela PF como principal suspeito de ser responsável pelo vazamento do dossiê sobre gastos do ex-presidente Fernando Henrique Cardoso e sua mulher, dona Ruth. Funcionário de carreira do Tribunal de Contas da União (TCU), Aparecido foi levado para a Casa Civil pelo ex-titular da pasta, José Dirceu. No dia 11 do mês passado, reportagem do Estado intitulada 'Vazamento de dossiê contra FHC abre guerra dentro da Casa Civil' mostrou que havia ali uma disputa entre o grupo de Dirceu e de Dilma;
12. CPI chega ao fim. Como previsto, ninguém foi indiciado e ministra-chefe da Casa Civil, Dilma Rousseff, saiu ilesa. Foram 14 votos a favor e 7 contra na votação do relatório do deputado petista Luiz Sérgio (RJ). O relatório em separado da oposição, que sugere o indiciamento de 33 pessoas, não foi apreciado. Em 139 páginas de relatório, fora os anexos, Luiz Sérgio não reconhece sequer a existência de irregularidades com o uso do cartão corporativo.

## Gastos
Um funcionário do Ministério das Comunicações chegou a usar o cartão corporativo para reformar uma mesa de sinuca.
José Dirceu, o deputado cassado do PT, além de ter sido julgado por coordenar o Escândalo do Mensalão, também foi investigado por mau uso de cartão corporativo do Governo Federal.
Os cartões corporativos também foram usados para comprar presentes em camelô e até para pagar diárias no Copacabana Palace, passando também por compra de ursos de pelúcia.
O Tribunal de Contas da União (TCU) apurou a emissão e apresentação de 27 notas frias em uma viagem do presidente Lula a um acampamento do Movimento dos Sem Terra no Mato Grosso do Sul. As notas frias foram pagas com cartões corporativos.
No começo de março descobriu-se que um cartão ligado à Casa Civil, comandada por Dilma Rousseff, foi utilizado para pagar bailarinas para um servidor da Casa.
O senador Agripino Maia declarou que levaria o caso a CPI. No dia seguinte o próprio jornal reconheceu o erro: “A Casa Civil divulgou ontem nota afirmando que não se trata de “de contrato de ‘20 moças’. Mas, sim, de 20 vasos com flores para ornamento chamado de ‘bailarina’”.
Outro cartão foi usado na Feira do Paraguai de Brasília, famosa por vender produtos importados, na sua maioria contrabandeados ou falsificados. Funcionários da feira disseram que é normal servidores comprarem MP3 e MP4 para seus filhos e pedirem para registrar o produto na nota fiscal apenas como "material de consumo".

### Gastos no Governo do Estado de São Paulo
Alguns jornalistas também tiveram acesso aos dados do governo do estado de São Paulo quanto ao seus gastos. Nesse estado, não existem cartões corporativos propriamente ditos, mas um sistema eletrônico de débito para computar despesas de funcionários. Apesar da diferença, a natureza dos gastos dos funcionários paulistas parecem ser similares às irregularidades federais.
O governo de São Paulo divulgou nota oficial sobre o caso explicando gastos nos cartões de débito. Na nota busca-se explicar a diferença entre cartão de débito e o cartão de crédito corporativo do governo federal. A Secretaria da Fazenda do estado também divulgou nota explicando gastos.
O Estado de S. Paulo passou a divulgar a despesa de todos os cartões de débito na internet, diferente do Governo Federal que divulga de apenas alguns cartões. O sistema apresentado pelo governo de São Paulo para tornar os gastos públicos não permite, entretanto, que se identifique o nome do servidor responsável pela compra. Para o secretário da Fazenda, Mauro Ricardo Costa, isso seria uma "exposição desnecessária do servidor".
No governo federal são divulgados os gastos de apenas uma parte dos cartões corporativos e o governo quer restringir divulgação alegando problemas com a segurança nacional. Em São Paulo desde fevereiro de 2008 o governo publica o gasto de todos os cartões de débito.

## Consequências políticas
As denúncias geraram um pedido de abertura de CPI por parte do Congresso. A investigação, no entanto, contou com a abrangência desde o período de governo do então presidente Fernando Henrique Cardoso. A imprensa divulgou que o Palácio do Planalto teria montado um dossiê que detalhava gastos da família de FHC e que os documentos estariam sendo usados para intimidar a oposição na CPI, mas a Casa Civil negou a existência do dossiê.
Meses depois, sob críticas da oposição, a CPI dos Cartões Corporativos inocentou todos os ministros do governo Lula acusados de irregularidades no uso dos cartões e não mencionou a montagem do dossiê com gastos do ex-presidente FHC.